# Москвітін Олександр Олексійович
Олександр Олексійович Москвітін (21 липня 1950, Київ) — український військовик та дипломат. Полковник. Надзвичайний і Повноважний Посланник. Генеральний консул України в Новосибірську.

## Біографія
Народився 21 липня 1950 року у місті Києві. У 1972 році закінчив Київське вище інженерно-авіаційне військове училище Військово-Повітряних Сил, радіотехнічний факультет. Кандидат технічних наук. Володіє іноземними мовами: російською та англійською.
У 1967–1972 рр. — слухач Київського вищого інженерно-авіаційного військового училища Військово-Повітряних Сил
У 1972−1994 рр. — проходив дійсну військову службу на офіцерських посадах
У 1994–1996 рр. — начальник кафедри Київського інституту Військово-Повітряних Сил
У 1996–1997 рр. — перший секретар відділу з питань контролю звичайних збройних сил Управління контролю над озброєнням та роззброєння Міністерства закордонних справ України.
У 1997–2000 рр. — радник відділу нерозповсюдження, військово-технічного співробітництва та експортного контролю Управління контролю над озброєнням та роззброєння МЗС України.
У 2000–2003 рр. — перший секретар Місії України при НАТО.
У 2003–2004 рр. — радник Місії України при НАТО.
У 2004–2005 рр. — заступник Начальника Управління контролю над озброєнням та військово-технічного співробітництва Міністерства закордонних справ України — начальник відділу військово-технічного співробітництва та експортного контролю
У 2005–2006 рр. — заступник Директора Департаменту контролю над озброєнням та військово-технічного співробітництва Міністерства закордонних справ України — начальник відділу військово-технічного співробітництва та експортного контролю
У 2006–2010 рр. — заступник Постійного представника України при Відділенні ООН та інших міжнародних організацій у Женеві.
У 2011–2011 рр. — заступник Директора Департаменту контролю над озброєнням та військово-технічного співробітництва Міністерства закордонних справ України — начальник відділу військово-технічного співробітництва та експортного контролю
У 2011–2012 рр. — заступник Директора Департаменту євроатлантичного співробітництва, контролю над озброєннями та військово-технічного співробітництва Міністерства закордонних справ України — начальник відділу військово-технічного співробітництва та експортного контролю
У 2012–2013 рр. — заступник Директора Департаменту міжнародної безпеки та роззброєння Міністерства закордонних справ України — начальник відділу військово-технічного співробітництва та експортного контролю
З 20 березня 2013 — Генеральний консул України в Новосибірську.

## Дипломатичний ранг
- Надзвичайний і Повноважний Посланник 2 класу.